# Кейтлін Ешлі
Келлі Гоффман (нар. 29 червня 1971), відома як Ке́йтлін Е́шлі (англ. Kaitlyn Ashley) — американська порноакторка.

## Життєпис
Народилась у місті Форт-Лодердейл, штат Флорида. 
В порноіндустрію потрапила в 1993 році, полишила її в 1997.
Була одружена з порноактором Джеєм Ешлі (Jay Ashley) до 1997 р.

## Нагороди
- 1995 AVN Award — краща актриса другого плану — відео[7] (Shame — Vivid)[8][6]
- 1996 AVN Award — краща виконавиця року[9][10]
- 2001 включена до Зали слави AVN[11]